# La rete (singolo)
La rete è un singolo del cantautore italiano Francesco Gabbani, pubblicato il 3 settembre 2021 come primo estratto dal quinto album in studio Volevamo solo essere felici.

## Descrizione
Gabbani descrive così il brano:

## Video musicale
Il video, diretto da Daniele Barraco, è stato pubblicato in concomitanza con il lancio del singolo attraverso il canale YouTube del cantautore ed è un viaggio in prima persona che parte da uno dei pizzi delle Dolomiti fino ad arrivare al mare.

## Tracce
1. La rete – 3:19